# Thorey-en-Plaine
Thorey-en-Plaine – miejscowość i gmina we Francji, w regionie Burgundia-Franche-Comté, w departamencie Côte-d’Or.
Według danych na rok 1990 gminę zamieszkiwało 611 osób, a gęstość zaludnienia wynosiła 105 osób/km² (wśród 2044 gmin Burgundii Thorey-en-Plaine plasuje się na 385. miejscu pod względem liczby ludności, natomiast pod względem powierzchni na miejscu 1189.).